# モザイクガーデン
モザイクガーデン（Mosaic Garden ）は、兵庫県神戸市にある複合商業施設付属のミニ遊園地である。

## 概要
神戸港に面する複合商業施設神戸MOSAICの南隣にある入場無料のミニ遊園地で、1995年（平成7年）に神戸MOSAICに阪神・淡路大震災からの復興のシンボルとしてオープンした。レストラン船コンチェルトが発着する神戸港高浜岸壁にあり、中ふ頭エリアを一望できるという好立地条件から休日には家族連れも多く、またデートスポットとしても賑わっていた。
2012年（平成24年）の3月15日にミニコースターの運行が終了し、5月6日に観覧車以外の全てのアトラクションの運行が終了した。従来のアトラクションを解体した跡地には2013年（平成25年）4月19日にアニメキャラクターのアンパンマンのテーマパークと商業施設からなる神戸アンパンマンこどもミュージアム&モールが開業した。

## 沿革
- 1992年（平成4年）10月1日 - 神戸モザイク開業
- 1995年（平成7年）12月14日 - モザイクガーデン開業
- 2003年（平成15年）7月 - 観覧車に「スカイハーパー」という愛称のシースルーゴンドラを2基導入
- 2007年（平成19年） - 観覧車を白から赤に塗り替える
- 2011年（平成23年）8月5日 - 観覧車のイルミネーションがリニューアル。全てLEDになり、加速度センサーを搭載。ストーリー性のあるシルエットアニメーションを創出。
- 2012年（平成24年）
  - 3月15日 - ミニコースター運行終了
  - 5月6日 - 観覧車以外の全てのアトラクションの運行終了
- 2013年（平成25年）
  - 1月6日 - スカイハーバー運行終了
  - 4月19日 - 全ゴンドラに冷房が設置され、ドキンちゃんのイラストが描かれた「ドキンズハートカフェゴンドラ」4基導入

## 観覧車・ワンダーホイール
世界で初めてイルミネーション機能を搭載した観覧車で、1993年（平成5年）7月に六甲ランドAOIAにオープンした。しかし、1995年の阪神・淡路大震災で壊滅的な被害を受け、営業再開を断念。その後、観覧車、メリーゴーランド、ウェーブスィンガー、ミニコースターは1995年（平成7年）12月14日に同じ神戸市のモザイクガーデンに移設され、今日まで神戸港の夜景を彩る一つとなっている。2003年（平成15年）7月には「スカイハーバー」という愛称のシースルーゴンドラを2基導入してリニューアルされた。この観覧車からは、メリケンパークやポートアイランドといった、神戸の海岸線を一望することができる。
2007年（平成19年）春に白から鮮やかな赤色に塗りかえられ、2011年（平成23年）8月5日にイルミネーションがLEDになった。
そして2013年（平成25年）4月19日には神戸アンパンマンこどもミュージアム&モールの開業に合わせてゴンドラがリニューアル。全てのゴンドラに冷房が設置され、ドキンちゃんのイラストが描かれた「ドキンズハートカフェゴンドラ」が4基導入された（スカイハーバーは撤去）。

## 終了したアトラクション
特に注記のないものは2012年（平成24年）5月6日に営業を終了した。
- スカイハーバー（2013年（平成25年）1月6日営業終了）
- ミニコースター（2012年（平成24年）3月15日営業終了）
- アラビアンメリー
- 2層メリーゴーランド
- ウォーターラグーン（夏季限定）
- ゴーストマンション
- 4Dアトラクション 渋谷怪談 コインロッカーのサッちゃん
- マジックハウス
- パーフェクトピッチング
- シーソーゲーム
- フリースロー9
- アクアブラスタ
- サファリペット

### 2012年（平成24年）より前に終了したアトラクション
- ウェーブスィンガー
- アメリカンホラー倉庫
- 鏡の恐怖迷路
- BIOHAZARD 4D-EXECUTER
- アストロジェット
- モザイクガーデンKIDS
- 3D体験実感シミュレーター

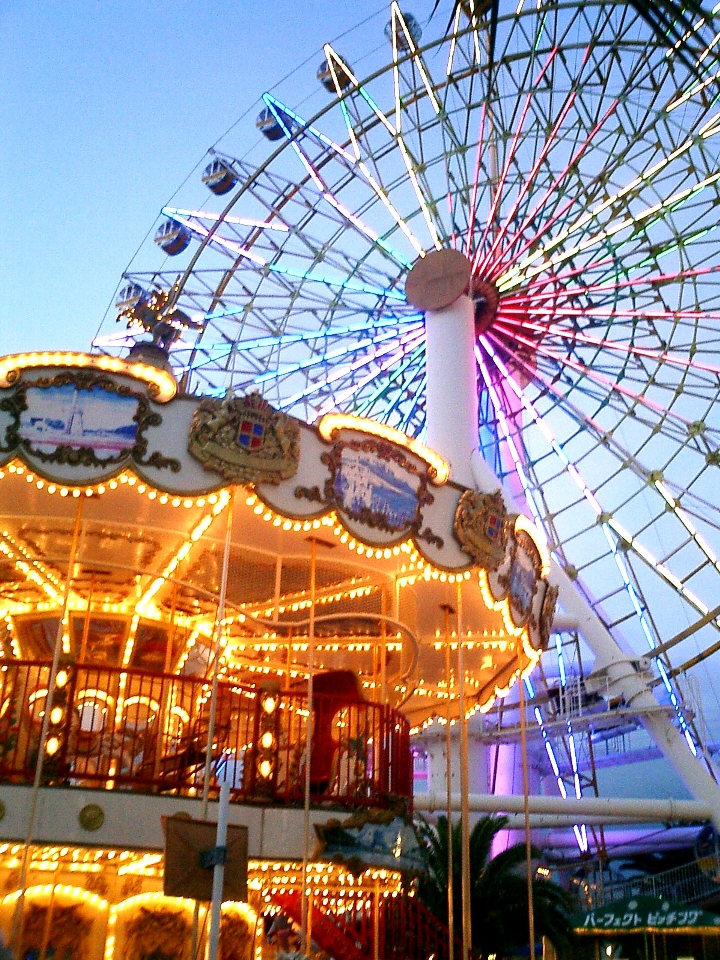
観覧車とメリーゴーランド
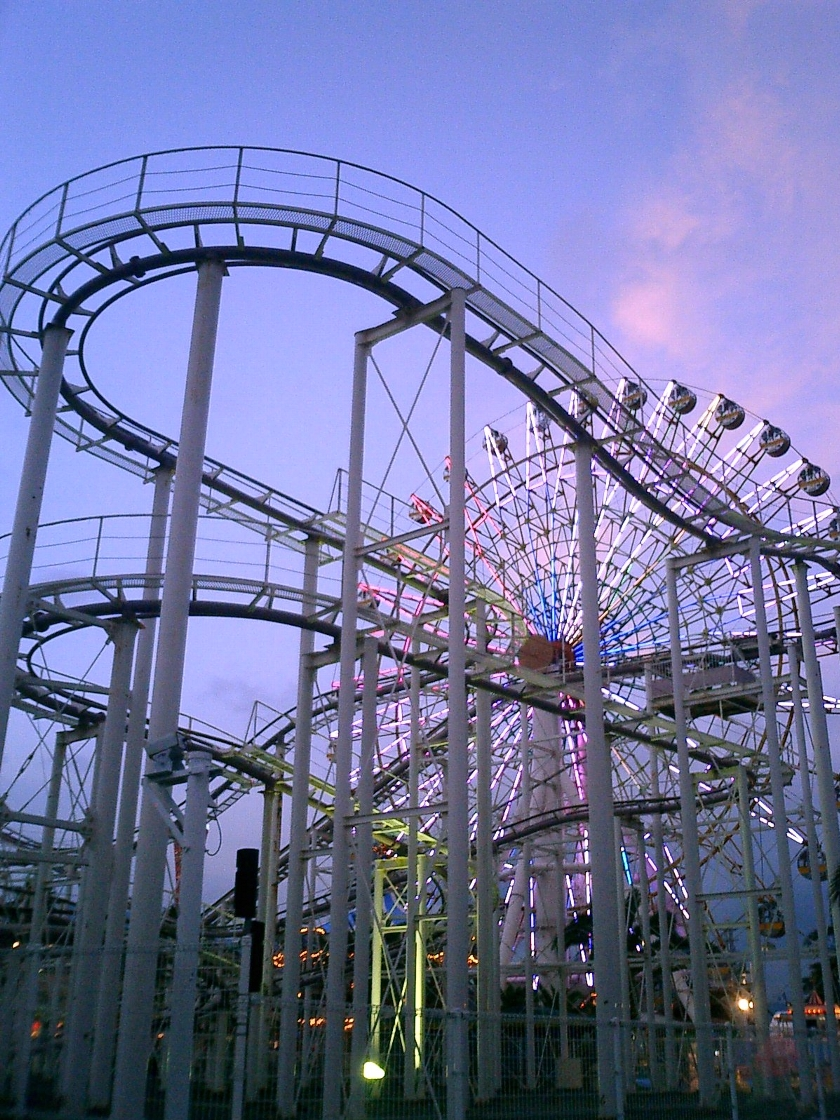
ミニコースター
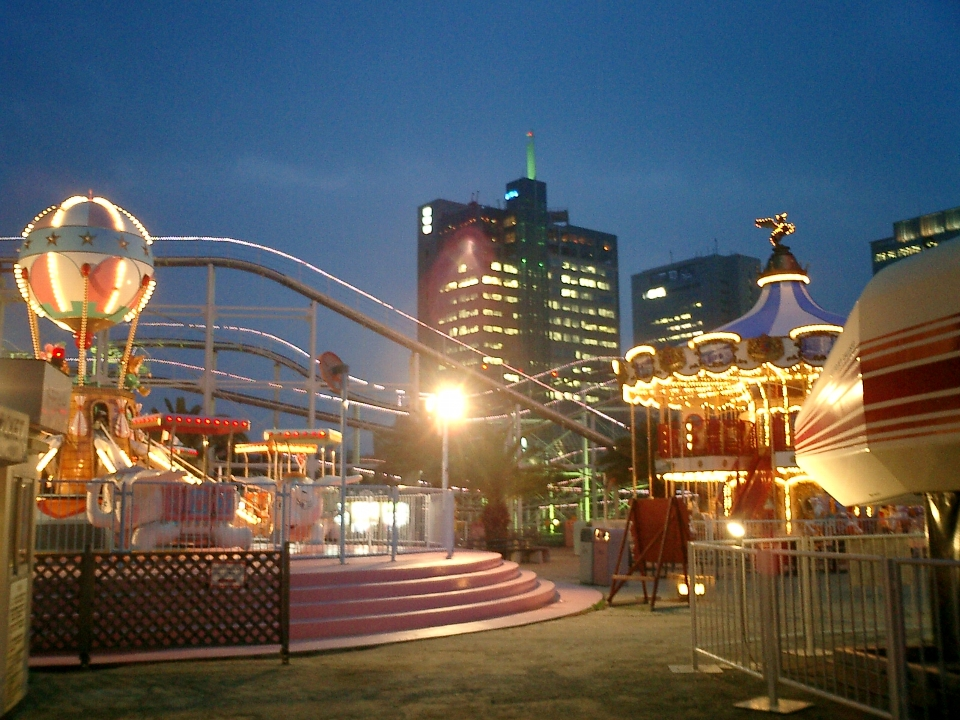
東門
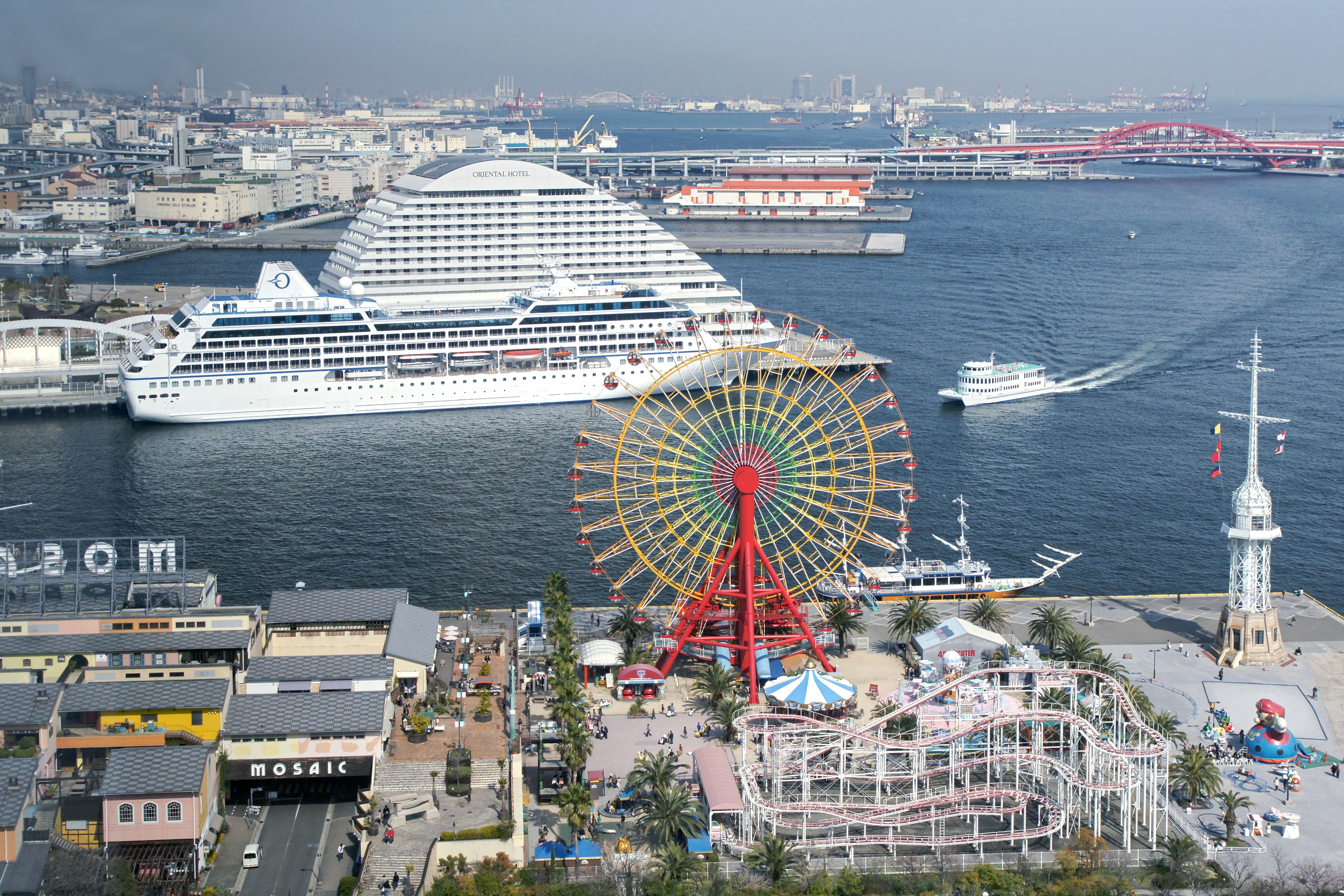
俯瞰
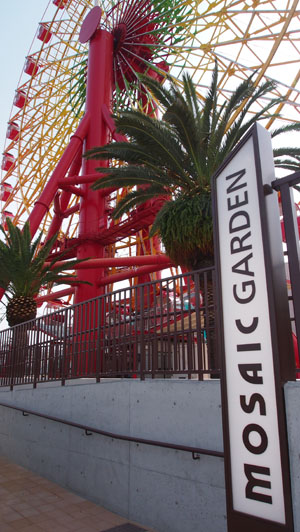